# Chercos
Chercos ist ein Ort und eine spanische Gemeinde in der Comarca Valle del Almanzora der Provinz Almería in der Autonomen Gemeinschaft Andalusien. Die Bevölkerung von Chercos bestand im Jahr 2024 aus 303 Einwohnern. 

## Geografie
Chercos liegt im Landesinneren der Provinz Almería, an den Ausläufern der Sierra de las Estancias, in einer Höhe von ca. 805 m. Die Provinzhauptstadt Almería liegt in etwa 55 Kilometer südsüdwestlicher Entfernung.

## Bevölkerungsentwicklung
| Jahr      | 1970 | 1981 | 1991 | 2001 | 2011 | 2021 |
| Einwohner | 708  | 371  | 324  | 294  | 301  | 288  |

## Sehenswürdigkeiten
- Archäologische Fundstätte El Cerro del Mojón, Festung aus der Kupferzeit
- Archäologische Fundstätte El Cerrillo
- Archäologische Fundstätte El Tesorillo
- Laurentiuskirche (Iglesia de San Lorenzo)